# Alloxiphidiopsis irregularis
Alloxiphidiopsis irregularis är en insektsart som först beskrevs av Bei-bienko 1962.  Alloxiphidiopsis irregularis ingår i släktet Alloxiphidiopsis och familjen vårtbitare. Inga underarter finns listade i Catalogue of Life.